# Реплє
Реплє (словен. Replje) — поселення в общині Требнє, регіон Південно-Східна Словенія, Словенія.